# 中動態
中動態（ちゅうどうたい)、あるいは、中間態（ちゅうかんたい)、(古代ギリシア語: μεσότης [mesótēs]メソテース、ラテン語: [genus] mediumメディウム、フランス語:voix moyenne、英語:middle voice)は、インド・ヨーロッパ語族の態 (英語: voice) のひとつで、動詞の表す行為が、その行為者自身に及ぶ場合にとる形態的特徴のことである。形は能動態であるが、受動態の意味を表わす態を指すとも説明される。以前は、voiceを態でなく、相（そう）とも訳しており、中動相（ちゅうどうそう）とも呼ばれた。
インド・ヨーロッパ祖語での態は、能動態と中動態があり、受動態はあとから生じたといわれ、中動態は受動の意味も示した。このように中動態は受動態の意味を含むため、メディオパッシヴ・ヴォイス(英語: medio-passive、フランス語: médiopassif)とも呼ばれ、中間受動・中間受動態、また、中・受動態、中受動態とも訳される。また、英語では、ギリシャ語の中間態のような明確な形態的区別がないため、Activo-passive (能動受動態)とも呼ばれた。
能動態とは人称語尾によって区別される。たとえばギリシア語では、能動態の λούω（洗う）は、中動態では λούομαι（自分を洗う）と、人称語尾が変化する。中動態と受動態は形態の上で区別されないことも多い。
中動態がある言語にサンスクリット、古代ギリシア語、アナトリア語派などがある。現代の印欧語、英語、フランス語、ドイツ語、ロシア語などにおいては、中動態の機能は、再帰代名詞を伴う再帰動詞によって示される。現代印欧語でも、再帰動詞は受動の意味を示すことがあるが、中動態においても、受動態においても、主体に行為が及ぶ、主体が行為を受けるという点が共通しており、ここから、中動形ないし再帰動詞形を受動に用いるようになったとされる。
中動態は、能動態の屈折や、受動態の屈折に比べて、特有な屈折を持ち、たとえば、文の主語が動作主であると同時に目的語であることを示すが、これはフランス語の代名動詞に対応する。

## 概説
インド・ヨーロッパ語族の言語では、動詞の態には主語から外に向けて動作が行われる能動態と、動作が主語へ向けて行われる中動態があった。
古代ギリシアの文法学者ディオニュシオス・トラクスらによって書かれた『文法の技法』では、態を、「配置・条件」を意味するディアテシス（διαθέσις、diáthesis)と呼び、
- ἐνέργεια [enérgeia] エネルゲイア：能動態 (アクティヴ active)
- πάθος [páthos]パトス：受動態 (パッシヴ passive)
- μεσότης [mesótēs]メソテース：中間的を意味し[4]、中間態・中動態 (ミドル　middle)

の三つの文法カテゴリがあった。ラテン語では、能動態をactivum、受動態をpassivumとよぶ。
また、パーニニはサンスクリットの動詞の態を「別人のための言葉」(parasmaipada、為他言)と「自身のための言葉」(ātmanepada、為自言)に分けた。
具体的には、
- 自分に対する動作（従う・すわる・着る・体を洗う）
- 動作の結果が自分の利害に関連する場合
- 知覚・感覚・感情を表す動作（見る・知る・怒る）
- 相互に行なう動作（会話する・戦う）

などに中動態を使用することが多い。
たとえば、サンスクリットや古代ギリシャ語では、「洗う」という動詞でも、
- 「(道具、衣類、食べ物、赤子の身体や怪我人の傷などを)洗う、洗ってやる」
- 「(動作主が自分の手や足を)洗う」

と形態が別であり、後者を、中動態と呼ぶ。
中動態における主語も、動作を行い、その動作の影響を受けるという点で、能動態や受動態の主語と似ている。 中動態には、能動態・受動態と異なり、対応する能動的な動詞形がない中動動詞がある。
ヒッタイト語、梵語、ギリシャ語、ラテン語、古アイルランド語、トカラ語、フリギア語等の古期の印欧語の諸方言には、中動態があった。中動態は次第に受動態を兼ねるようになり、後には受動態としての用法のみに変わって行った。
現代のヨーロッパの諸言語で態としての中動態が残っているのはギリシア語やアルバニア語など少数である。セム語には、中動態とよく似た意味をもつ派生動詞がある（ヘブライ語のヒトパエル形、アラビア語の第八派生形）。ベンガル語, フラニ語, タミル語,アイスランド語, スウェーデン語は、中動態を持つ。
しかし、それ以外の言語、たとえばフランス語においての再帰動詞が中動態に似た機能を担っている。古期の中動態と近代の印欧語における再帰態（reflexivum）には、主語自身に帰ってくる、または主語との関連の密接な動作を表す、受動の意味を表す傾きがある、などの共通点があり、言語学者の岸本通夫は、再帰態は中動態の代替物であるとする。
英語でも、
- The book sells well.
- The flower smells sweet.

のような、形は能動態であるが、受動態の意味を表す態があり、中間態　(middle voice)と呼ぶ。ただし、この態については、言語学者によって様々な名称を与えており、オットー・イェスペルセンは、ギリシャ語の中間態を middle voice と呼び、英語におけるこの態は、明確な形態的区別がないため、Activo-passive (能動受動態)、または　Pseudo-passive (擬似受動態)と呼んだ。
ヘンリー・スウィートは、目的語なしに使われる他動詞があり、その文法的主語が論理的には直接目的語であるような態がある。
- 例文：The book sells well. （意味は、They are selling the book well.)
- 例文：Meat will not keep in hot weather.（意味は、We cannot keep meat in hot weather.)

ここでは漠然として定義付けが乏しい（indefiniteness)ために、主語が表現されていない。この構文におけるsell や keep といった動詞を、Passival verb (受動的動詞）と呼んだ。Curmeは受身の力を持つ自動詞 (Intransitive with passive force）と呼ぶ。
このように中間態は、形は能動態であるが、受動態の意味を表わす態であり、中間態における主語は、論理的に、動詞の目的語になっている。変形文法でいえば、中間態における主語は、深層構造において動詞の目的語になっており、それがなんらかの変形によって、主語の位置に移され、表面構造において主語となった。これは受動態変形（Passive transformation)において典型的であることから、柳内忠剛は、英語における中間態は、受動態変形によって導かれたとみる。
中動態は、再帰動詞でいう再帰 (reflexive) を指し、動詞の表す行為が、その行為者から出発して、その行為者に戻ってくる場合のことをいうが、再帰動詞という文法現象が起きるのは、印欧語のような主語を表す言語においてであり、日本語のような主語を必ずしも表わさない言語には生じない。

## サンスクリット
サンスクリットでは中動態が広く使われる。例えば、能動態の yajati（祭祀する）は、祭官が他人のために祭祀するときに使い、中動態の yajate は祭主が自分のために祭祀するときに使う。サンスクリット文法では反射態(reflexive)と呼ぶことが多い。
能動態のみ、または中動態のみしか存在しない動詞も多い。後者の例には manyate（考える）などがある。時制によって態が変わる動詞もある。
現在組織では形態の上で中動態と受動態が区別される。それ以外では中動態によって受動態の意味を表すことが多い。

## ギリシア語
古代ギリシア語には中動態がよく残っている。たとえば能動態 λούω（洗う）に対して中動態 λούομαι（自分を洗う）。
動詞によっては中動態のみが存在する。例: μάχομαι（戦う）。また、時制によって異なる態を持つことがある。たとえば、ἀκούω （聞く）は、現在形では能動態だが、未来では ἀκούσομαι と中動態になる。
形態の上ではアオリストおよび未来でのみ中動態と受動態が区別される。
現代ギリシア語においても中動態は残っており、たとえば能動態 λούζω（（主に髪を）洗う）に対して中動態 λούζομαι（洗髪する）。

## ラテン語
ラテン語の受動態は中動態に由来し、実際に中動態的な意味を残していることがある。たとえば、能動態の verto が何かの向きを変えるという意味であるのに対し、受動態の vertor は自分が向きを変えることを意味する。対応する能動態を持たない動詞(deponentia)は中動態的である。例: sequor（追う）、imitor（まねる）、loquor（話す）。上の例にも見られるように、ラテン語を含むイタリック語派、ケルト語派、アナトリア語派、トカラ語派などでは、中動態（受動態）の人称語尾は -r が加えられることを特徴とし、サンスクリットやギリシア語などと異なっている。この -r の起源は非人称形にあると考えることができる。
ラテン語において、能動の意味は保持しているのに、能動の屈折を放棄し（deponere)て、受動の屈折をとった動詞を、デポーネント（仏　déponent、英：deponent）、形式所相動詞という。デポーネントは、能動欠如動詞、形式受動相動詞、異態動詞、形式受動態動詞ともいう。受動態の形態だが、意味が能動態のデポーネントは、インド・ヨーロッパ祖語の中動態の残存と指摘されている。
デポーネントは、フランス語の自動詞あるいは代名動詞に対応する。
- ラテン語 mori, フランス語 mourir 死ぬ
- ラテン語 fungi, フランス語 s'acquitter de （…を履行する）

ただし、
- ラテン語 sequi ,フランス語 suivre（他動詞）の場合もある。

## アルバニア語
アルバニア語はギリシア語と並び受動態や再帰動詞の機能を兼ね備えた中動態を現在でも用いる印欧語のひとつであり、多くの他動詞に能動態と中動態の区別が存在する。例えば能動態 afroj（近づける）に対して中動態 afrohem（近づく）。
中動態には時制や法により2種類の形態が存在し、直説法現在時制のように能動態と異なる人称語尾をとる場合と、直説法単純過去形や願望法現在形のように能動態に不変化詞 uを前置する場合に分かれる。

## アイスランド語
アイスランド語には、中動態（Miðmynd）がある。

## 英語
身体的な一連の行為の主語が、動作主または動作の目標（動作対象)のカテゴリに収まらないときには、中動態が文法的な選択肢となるという場合もある。
受動態は、外的動作主によって媒体（目標）が影響を受けることを表現する。
- 例文： The casserole was cooked in the oven. （オーブンの中でキャセロールが焼かれている・ーを焼いている） (受動態)

一方で、中動態は、外的動作主がいないままで中間媒体が変化することを表現する。
- 例文： The casserole cooked in the oven. (中動態)

これらの英語の例では、中動態においても、受動態においても、屈折は同様であるが、過去分詞によって間接的に動作主を表現することができるかどうかによって異なってくる。受動態では次の例文のように過去分詞を用いて動作主を表現することができる。
- 例文：The casserole was cooked in the oven by Lucy.（ルーシーによって、オーブンの中でキャセロールが焼かれている)  (受動態)

しかし、中動態においては、次の例文のように、文法上間違いとなる。
- 例文：The casserole cooked in the oven by Lucy.

古代ギリシャ語における中動態は、主語が動作主であると同時に、動作によって変化している媒体であるような肉体的行為において使用された（例文： "the man got a shave"（男は髭を剃った）。これに対して、能動態や受動態においては、"The barber shaved the man"（床屋が男の髭を剃った）、 "The man got shaved by the barber"（男は床屋に髭を剃ってもらった）のように、媒体は動作の目標となっている。また、古代ギリシャ語における中動態は、 "The father causes his son to be set free"（父親が息子を解放する）、 "The father ransoms his son"（父親が息子を取り戻す) など、使役的な意味で使用されることもある。
英語では、中動態の動詞形はないが、文法学では、再帰代名詞を用いた使用法が、中動態として分類されることがある。 能動態"Fred shaved John" や受動態"John was shaved by Fred"と対照をなして、"Fred shaved"は、"Fred shaved himself"と変化させることができる。このことは、"My clothes soaked in detergent overnight."（私の服は一晩中洗剤に浸された）のように、再帰的でない場合もある。
英語では、次の例文の動詞が能動態の非対格動詞 （unaccusative verb）なのか、能動的形態を持った中動態の反使役動詞なのかを形態論から判断することは不可能である。
- 例文： The window broke from the pressure/by itself.

しかし、能動的形態を持った、再帰的な中動態（middle voice reflexives）と、傾向的な中間態（dispositional middles）が次の英語例文にもみられる。
- 例文：This book sells well.

こうして、少なくとも、能動的形態を持った、中動態の反使役法（middle voice anticausatives） がいくらかはあると想定することができる。
英語には パッシヴァル　passival　と呼ばれる異型態があったが、19 世紀初頭にプログレッシブパッシブ　（progressive passive、進行形受動態）に取って代わられ、英語では使用されなくなった。passivalにおいては、"The house is building."という表現があった（現在では "The house is being built."と表現される）。同様に、 "The meal is eating."という表現があった（現在では "The meal is being eaten."と表現される）。ただし、 "Fred is shaving"と"The meal is cooking"は文法的には可能である。プログレッシブパッシブはロマン派詩人によって広められ、ブリストルでの使用法と関連していると指摘されている。

## フランス語
中動態はとりわけギリシア語にみられるが、文の主語が動作主であると同時に目的語であることを示す場合は、フランス語の代名動詞に対応する。
- 例文：　Pierre se lave. （ピエールは体を洗う）

また、主語が動作主と異なることを示す場合は、フランス語の自動詞に対応する。
- 例文：　La branche casse.（枝は折れる）

さらにまた、行為の受益者が動作主であることを示す場合は、フランス語では二重補語の代名動詞に対応する。
- 例文：Pierre se lave les mains. （ピエールは手を洗う）

代名動詞(フランス語verbe pronominal、英語　pronominal verb)は、フランス語で、動詞の主語と同じ人称の再帰代名詞(se,me,te,nous,vous)を先立てた動詞で、インドヨーロッパ基語の中動動詞に対応する。代名動詞では、主語と動作主（両者は異なることもあるが）が、自らのために自分たち自身に行為を及ぼし、自動詞のように目的語がなくてもよい。代名態には次の3種類ある。
- 1)目的語のない自動詞に対応し、能動形は異なる意味を持つか、または存在しない[34]。

例:s'enfuir　（逃げる：対応する能動形：なし）
例文：il s'enfuit.（彼は逃げる） nous nous enfuyons.（我々は逃げる）
例: s'apercevoir de (…に気づく（対応する能動形：apercevoir (見つける）)
- 2)対応する受動形が完了相を表す代名動詞。伝統文法では、受動の意味を持つ代名動詞ともいわれる[34]。

例:Ça se fait.（それはされる）　C'est fait. （それはできた）
- 3)再帰的および相互的代名動詞。動詞の補語は、能動文の主語と同一で、単数ないし複数の再帰代名詞に置き換えられている[34]。

例:Paul lave Paul. → Paul se lave. （ポールは体を洗う）

## 現代思想における議論
フランス現代思想研究者の國分功一郎は著書『中動態の世界　意志と責任の考古学』(医学書院2017)で、中動態について論じた。これに対して、言語学者の小島剛一は國分の中動態理解について批判している。
國分は、「私たちは能動態／受動態という二分法で切り分けられた文法世界に生きている」と述べたが、この陳述は、「私たち」がヨーロッパ諸語の話者である場合には正しいが、日本語話者に関しては間違いである。
また、國分は「なぜ私たちは能動態と受動態という区別を捨てられないのか」と述べるが、能動態と受動態の具わっている言語の話者は、二つの態 (英語: voice) のうちの一つを捨てることはないと小島は批判する。
また、國分は、「我々は、中動態を失うことによって何を得たのか?」というが、「我々」はどの言語の話者を指しているのかを述べないと、意味を成さず、印欧諸語の中動態は、少しずつ受動態に変貌したのであり、また、フランス語のように「中動態」と同じ機能を持つ再帰動詞を発達させた言語もある。
このように國分は、「世界の言語には、中動態があまねく存在した。日本語にもあったはずだ」と考えていることが推定できるが、これは荒唐無稽な妄想であり、日本語にはそんな痕跡もなく、また、世界には、例えばラズ語のように、能格構文のある言語では、態の存在しない言語が多数ある。
國分は、日本語の動詞型派生接辞「-れる/られる」とヨーロッパ諸語の「受動態」が等しいと前提したうえで陳述しているが、両者は本質的に別物で、日本語で受動態に相当するのは、少数の動詞にのみ具わっている「○○てある」という形態である。日本語の「れる・られる」の新用法は、受動態の誤った逐語訳から成立してしまったもので、動作主を明示しないで済ませるための方策であるため、文意が必ず曖昧になる（擬似受動態）。日本の外国語教育では、ヨーロッパ諸語の受動態を「れる・られる」で置き換える習慣が定着しているが、両者は本質的に異なり、ヨーロッパ諸語の受動態は、情動を表わさない。
中動態は、日本語に古くから具わっている情動相とも、現代日本語でヨーロッパ諸語の受動態を誤解して逐語訳したために成立してしまった「擬似受動態」とも、無関係である。言語学の立場から見ると、國分は形態も態を理解していないと小島は批判する。
國分の2017年の〈私たちがこれまで決して知ることのなかった「中動態の世界」〉という記事について小島は、「私たちがこれまで決して知ることのなかった」と、自分が知らなかったからと言って、読者を上から目線で、過去の自分と同様に無知と決めつけるのは、礼節を弁えない言動であるし、国分よりも何十年も前から知っている人が日本人言語学者にもいたので、誇張である。
また、国分は「誤解を恐れずに単純化して言うと、中動態というのは、「する」と「される」の外側にあるものです。私たちは様々なことを、「する」（能動）か「される」（受動）に分類してしまいます。」と陳述するが、「誤解を恐れずに(・・・)言うと」は、虚勢話法(東大話法)であり、「「する」と「される」の外側にあるもの」という文字列は、日本語として意味を成していない。国分は「能動態でも受動態でもない動詞」と言いたいようだが、動詞に能動態と受動態の具わっている言語では、動詞は能動態か受動態かのどちらかで、どちらでもない形態は、存在せず、また、「能動態か受動態か」は、形態と構文の分類であって、個々の動詞の意味範囲とは無関係であるので、この陳述は成立しない。
日本語には、「情動相や「結果相」はあるが、印欧諸語のような「能動態/受動態」の対立ではないので、同一視して比較することは間違っている。
中動態は、古代の印欧諸語で、「自分の手を洗う」「自分の髪を切る」など、動作が自分自身(の一部)を対象とする場合を特別に表わす形態である。日本語の動詞には、これと逆に「洗ってやる」「切ってあげる」のように、動作が他者のためである場合を特別に表わす形態が具わっており、各言語に独自の文法体系があり、少し似ているだけで軽々に同一視するのは、浅はかだけでなく、危険である。
また、国分は、「「謝る」や「仲直りする」は、「する」と「される」の分類では説明できない」と陳述するが、これは〈能動態とも受動態とも分類できない〉と言いたいのだろうが、「能動態/受動態」の対立を理解していないので、分類できないのは当然であるし、英語とフランス語では、受動態は他動詞に具わるが、「謝る」と「仲直りする」に相当する表現は、英語とフランス語でも、他動詞ではないので、例として「謝る」や「仲直りする」を持ち出すこと自体が間違いである。
國分は「「謝る」が能動として説明できないからといって、これを受動で説明することもできません。できないというか、それを受動で説明しようものなら、大変なことになってしまうでしょう（もちろん、謝罪会見では、多くの人が「私は謝罪させられている」と思っているでしょうが）」と陳述するが、「謝る」と「謝罪する」は、類義だが、別語で、「謝罪させられる」は、「謝罪させる」という使役相に情動相の「-られる」を付け加えた形態であり、論点が二重にずれており、日本語の分析があまりにも雑であり、國分は、自分が何と何を対比しようとしているのか分かっていないと小島は批判する。
國分は「中動態の世界」という存在しない「世界」について陳述するが、特定の言語の構造全体は比喩的な意味で「世界」と呼び得るが、言語の構造の一部だけに注目してそれを「世界」と呼ぶのは間違いであると小島は批判する。
國分の同書は小林秀雄賞を受賞したが、選考委員の加藤典洋、養老孟司、関川夏央、堀江敏幸、橋本治らが選評で、内容が理解できないと明言しながら受賞を決定したことなど、杜撰な選考についても批判した。